# Балев е Биц
Балев е Биц (фр. Balaives-et-Butz) насеље је и општина у североисточној Француској у региону Шампања-Ардени, у департману Ардени која припада префектури Шарлвил Мезјер.
По подацима из 2011. године у општини је живело 241 становника, а густина насељености је износила 21,81 становника/km². Општина се простире на површини од 11,05 km². Налази се на средњој надморској висини од 210 метара.

## Демографија
| 1962. | 1968. | 1975. | 1982. | 1990. | 1999. | 2011. |
| ----- | ----- | ----- | ----- | ----- | ----- | ----- |
| 144   | 178   | 181   | 200   | 216   | 209   | 241   |

График промене броја становника у току последњих година